# Poppa de Bayeux
Poppa de Bayeux fou la « frilla » (esposa a la manera danesa/normanda) del jarl dels normands Rol·ló i la mare del Duc de Normandia Guillem Llarga Espasa. Els seus orígens continuen sent foscos. Els historiadors retenen dues hipòtesis: 
- Segons Dudon de Saint-Quentin, seria la filla del comte Berenger II de Nèustria comte de Bayeux. Mentre que la ciutat de Bayeux era assetjada per vikings dirigits per Hrólf "le Marcheur",[2] aquest últim va matar a Berenguer II en el moment de la presa de la ciutat (885/889). Rol·ló va agafar la jove Poppa i la prengué com a « frilla ».

- Segons els Annals de Jumièges, Poppa seria la filla de Guiu, comte de Senlis i la germana de Bernat de Senlis.

En els dos casos, l'ascendència de Poppa seria prestigiosa: Berenger II de Nèustria era un dels dos marquesos de Nèustria, l'encarregat de defensar la regió contra els normands, mentre que Guiu de Senlis descendia per línia femenina d'Eberard de Friül.
Una altra hipòtesi, menys prestigiosa, però almenys tan creïble, abordada per l'historiador i especialista Jean Renaud, fa de Poppa una concubina de Hrólf, una pastora vinguda de les illes Hebrides.
D'aquesta unió van néixer almenys dos fills: una noia anomenada Gerloc (batejat sota el nom de «Adele» i coneguda com a Adela de Normandia, morta el 962) i Guillem Llarga Espasa. Aquest darrer va néixer a ultramar mentre que el seu pare Rol·ló era encara pagà. Se'n podria deduir que aquest naixement és anterior al tractat de Saint-Clair-sur-Epte el 911, data de la conversió i de la instal·lació definitiva de Rol·ló a Normandia. Per a l'historiador Pierre Bauduin, la unió entre Poppa i el cap normand testifica un vincle precoç entre aquest últim i l'aristocràcia franca i permet contemplar sota una nova llum l'acord del 911: el rei Carles el Simple tractava amb un personatge ja en part integrat al regne carolingi.
Una estàtua de Poppa fou erigida en la cimera d'una font de la Plaça de De Gaulle a Bayeux.